# ویلفرد سلارز

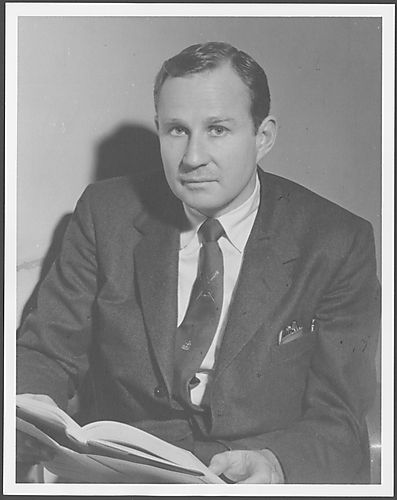

ویلفرد سلرز (به انگلیسی: Wilfrid Sellars) از فیلسوفان تحلیلی آمریکایی است. شهرت او به خاطر نقدش به مبناگرایی تجربی در معرفت‌شناسی است که به «اسطوره امر داده شده» معروف است و در کتاب «تجربه‌گرایی و فلسفه ذهن» مطرح شده است. فلسفه او و دو تن از شاگردانش جان مکداول و رابرت براندوم را مکتب پیتسبورگ می‌خوانند.
او فیلسوفی است که به استانداردهای جامعه و فرهنگ توجه دارد. از نظر او، این استانداردها همان قراردادهایی ست که جامعه می‌پذیرد و هر بک از اعضای آن، این استانداردها را قبول دارند. دیدگاه‌های سلرز در فلسفه تحلیلی مورد بحث هستند.